# Osmoy (Cher)
Osmoy é uma comuna francesa na região administrativa do Centro, no departamento Cher. Estende-se por uma área de 22,08 km². Em 2010 a comuna tinha 265 habitantes (densidade: 12 hab./km²).